# Empire: Total War
Empire: Total War is het vijfde spel uit de Total War-reeks van videospellen. Het spel kwam uit op 6 maart 2009. Dit spel speelt zich af in de 18e en begin 19e eeuw. Enkele vernieuwingen t.o.v eerdere Total War-spellen zijn onder andere: 3D-zeeslagen, verschillende staatsvormen en een onderzoeksboom (tech tree).

## Naties
De gebieden waarin gespeeld kan worden, zijn Europa, Noord-Afrika, Amerika en India plus enkele handelsgebieden. In totaal zijn er drie campagnes, te weten de "Grand Campaign", "Road to Independence" en "the warpath campaign". De Road to Independence is een soort intro die de kolonisatie en de onafhankelijkheidsstrijd van de Verenigde Staten behandelt en de Grand Campaign gaat over de hele wereld. Er zijn ongeveer 50 facties in het spel, waarvan er in het begin 11 speelbaar zijn. Daarnaast zijn er ook nog 'emergent' facties die later in het spel als nieuwe facties erbij komen, maar niet speelbaar zijn. In de Road to Independence is het mogelijk om de Verenigde Staten vrij te spelen. In tegenstelling tot de Grand Campaign, die in 1700 begint, begint de eerste episode van de Road to Independence in 1774.

### Speelbare naties
- Groot-Brittannië
- Frankrijk
- Oostenrijk
- Verenigde Provinciën
- Pruisen
- Rusland
- Polen-Litouwen
- Zweden
- Spanje
- Ottomaanse Rijk
- Maratha Confederatie
- Verenigde Staten

## Gameplay
Empire: Total War is de eerste TW-game die de Warscape-engine gebruikt, waardoor er grote wijzigingen zijn in vergelijking met de vorige games uit de serie. Meest opvallend is dat de focus niet meer enkel ligt op Europa, maar dat ook Noord-Amerika en het Indische subcontinent vertegenwoordigd zijn. Daarnaast zijn er nog vier handelstheaters (zoals Ivoorkust en Oost-Indië) die enkel toegankelijk zijn per schip. Zoals gebruikelijk moet de speler op de campaign-map handel en diplomatie voeren, legers en vloten rekruteren en verplaatsen, en provincies ontwikkelen om zijn macht uit te breiden. Wanneer twee vijandelijke leger of vloten elkaar tegenkomen kan de speler het gevecht in real-time spelen. Voor de eerste keer kan je ook zeeslagen uitvechten (voordien moesten die altijd gesimuleerd worden).
Provincies zijn groter dan in vorige games, maar zijn minder gecentraliseerd. Productiegebouwen zoals boerderijen, wijngaarden en plantages liggen nu buiten de hoofdstad, wat het mogelijk maakt om een provincie economisch lam te leggen zonder de hoofdplaats te belegeren. Belastingen worden nu op een hoger niveau geheven, wat minder micro-management met zich mee brengt. Er is ook geen regerende familie meer die gouverneurs en generaals voortbrengt. In plaats daarvan heb je een ministerraad met aan het hoofd een staatshoofd (president of koning, afhankelijk van de staatsvorm). Die ministers hebben elk een bevoegdheid (financiën, justitie, leger), en hoe beter ze zijn, hoe meer bonussen je krijgt (minder onderhoudskosten, gelukkigere bevolking). Hoe vaak (en of) er verkiezingen zijn, hangt af van je staatsvorm. Elk van de drie (republiek, constitutionele monarchie, absolute monarchie) heeft zijn eigen voor- en nadelen. De bevolking wordt in twee klassen opgedeeld, en als er één ontevreden is, kan dat leidden tot rebellie van provincies. Soms kunnen rebellerende provincies hun eigen staat stichten (bijvoorbeeld de Verenigde Staten). Generaals worden nu net zoals troepen gewoon gerekruteerd.
Wanneer er een rebellie plaatsvindt in de hoofdstad van een rijk, is het een revolutie. De speler moet dan kiezen of hij met de rebellen vecht of de gevestigde orde verdedigt en de revolutie neerslaat. Wanneer de revolutie succesvol is wordt er een nieuwe staatsvorm ingesteld, met een nieuwe vlag.
Facties moeten nu onderzoek doen op militair, industrieel en filosofisch vlak in universiteiten. Door nieuwe technieken te onderzoeken krijgen ze toegang tot betere gebouwen en eenheden, of gewoon meer inkomen. In vergelijking met vorige games is het aantal agents teruggebracht tot drie. De priester verspreidt de religie van zijn factie (wat minder invloedrijk is dan in Medieval II). De rake treedt op als saboteur en moordenaar. De Gentleman versnelt het onderzoek in je universiteiten en kan technologieën stelen van andere facties. Agents kunnen niet meer gerekruteerd worden, maar verschijnen wanneer je de bijpassende gebouwen hebt neergezet.

## Veld- en zeeslagen
Naast de turn-based campaign bestaat Total War ook uit real-time veldslagen, uitgevochten tussen twee of meer facties. Gevechten vinden plaats in de campaign, maar het is ook mogelijk om alleenstaande veldslagen te spelen. Ook enkele beroemde veldslagen zijn beschikbaar om na te spelen. Voor het eerst is het mogelijk om ook zeeslagen zelf te spelen. Voordien werd de uitslag altijd door de AI berekend, rekening houdend met het aantal schepen en de kwaliteit.
In veldslagen krijgen spelers de controle over een variatie van eenheden, gaande van musketiers, cavalerie en artillerie, elk met hun eigen voor- en nadelen. Het terrein en het weer hebben een invloed op hoe een veldslag verloopt. Bedoeling is om met 18de-eeuwse formaties en tactieken de vijand te verslaan. Elke eenheid heeft een zeker moreel, wat wordt beïnvloed door allerlei zaken, zoals aangevallen worden in de flank of de dood van de eigen of vijandelijke generaal. Wanneer het moreel te ver zakt, geven de soldaten de strijd op en proberen het slagveld te verlaten. Soms kunnen vluchtende eenheden teruggeroepen worden door hun generaal. Een veldslag wordt gewonnen als alle eenheden van de tegenstander vluchten (of gedood zijn).
Interactie met het terrein wordt aangemoedigd: soldaten kunnen dekking zoeken achter lage muurtjes, of zich verschuilen in gebouwen, waardoor er vaak belangrijke strategische punten ontstaan op het slagveld.
Ook in zeeslagen is er een grote variëteit aan eenheden, gaande van kleine snelle sloepen tot grote, zwaarbewapende oorlogsbodems. Om een zeeslag te winnen moet je de vijandige schepen tot zinken brengen, enteren of laten vluchten. Ook nu weer speelt moreel een grote rol. Wanneer dit te ver daalt zal de bemanning zich terugtrekken uit de zeeslag en vluchten. De speler kan gebruikmaken van verschillende formaties en verschillende types munitie. Dit kan leiden tot het uitvallen van kanonnen, een vernielde boeg, gesneuvelde bemanning of afbrekende masten. Vijandige schepen kunnen ook geënterd worden. Het weer, en vooral de windrichting speelt een belangrijke rol.

## Geloof
Er zijn verschillende godsdiensten in het spel:
- Katholieke Kerk
- Protestantse Kerk
- Orthodoxe Kerk
- Islam
- Boeddhisme
- Hindoeïsme
- Animisme
- Sikhisme

De godsdienst die jouw land aanhangt is van invloed op de relatie met andere landen. Als jij katholiek bent zal je relatie met een ander katholiek land beter zijn dan je relatie met bijvoorbeeld een islamitisch land. Ook zal je bevolking sneller tegen jou in opstand komen als je een ander geloof aanhangt dan zij. Je kan hun geloof veranderen door middel van het bouwen van religieuze gebouwen en het sturen van missionarissen. Ook kan je juist in een ander land een opstand ontketenen als je het geloof van de bevolking door middel van missionarissen verandert.

## Staatsvormen
Er zijn verschillende staatsvormen in het spel
- Republiek
- Absolute monarchie
- Constitutionele monarchie

Ook dit is van invloed op de relatie met andere landen en met je eigen bevolking

## Agenten
Agenten zijn speciale personen die je rijk ondersteunen, dit zijn:
- Geestelijke - Bekeren de bevolking, worden gerekruteerd in een religieus gebouw.
- Heren - Versnellen het onderzoek dat de school uitvoert waar zij aanwezig zijn, kan technologieën stelen bij een school van een ander rijk en kan een duel aangaan met een andere Heer, waarbij de kans bestaat dat een van de twee overlijdt. Worden gerekruteerd in een school.
- Spion - Kan agenten en generaals vermoorden, kan gebouwen beschadigen. Worden gerekruteerd in een herberg.

## Campagnes
- Road to independence - Er wordt eerst gespeeld met de Engelse kolonies in Noord-Amerika, later met de VS, en de speler volgt de Engelse kolonisatie en onafhankelijkheidsstrijd van de VS. Er wordt gespeeld op een kaart die alleen Noord-Amerika omvat.
- Grand Campaign - Begint in 1700. Verover de gebieden die zijn toegewezen.
- Warpath Campaign - Begint in 1775. Vecht als een van de indianenstammen tegen de kolonisatie.

## Systeemeisen
De volgende systeemeisen zijn minimaal en hebben betrekking tot de Windows-versie.

## Trivia
- Het spel is opgenomen in het boek 1001 Video Games You Must Play Before You Die van Tony Mott.